# Tanjung Bulan (Tanjung Sakti Pumi)
Tanjung Bulan is een bestuurslaag in het regentschap Lahat van de provincie Zuid-Sumatra, Indonesië. Tanjung Bulan telt 772 inwoners (volkstelling 2010).